# Spixov crvenoruki urlikavac
Spixov crvenoruki urlikavac (lat. Alouatta discolor) je vrsta primata iz porodice hvataša. Rasprostranjen je na području jugoistočne Amazonske prašume u Brazilu. Prethodno je smatran podvrstom crvenorukog urlikavca, ali razlikuje se od njega po žućkasto-smeđoj do crvenkasto-smeđoj boji leđa. Ugrožena je vrsta, najviše zbog uništavanja staništa i lova. 